# 2,4-二环己基苯酚
2,4-二环己基苯酚是一种有机化合物，化学式为C18H26O。它可以在环己烯和苯酚的催化反应中生成，该反应还会生成2,6-二环己基苯酚。它和甲醛在氯化镁、三乙胺存在下反应，可以得到3,5-二环己基-2-羟基苯甲醛。